# Allium trachycoleum
Allium trachycoleum — вид трав'янистих рослин родини амарилісові (Amaryllidaceae), поширений у східному Середземномор'ї.

## Поширення
Поширений у східному Середземномор'ї — пн. Ірак, Ліван, Йорданія, пд. і пд.-сх. Туреччина.